# Osanne
Pour les articles homonymes, voir Nègre (homonymie).
Osanne Marie Louise Nègre, dite Osanne, est une artiste peintre, graveuse, décoratrice et costumière de théâtre française née le 18 décembre 1934 à Joinville-le-Pont et morte le 14 janvier 2020 au Kremlin-Bicêtre.

## Biographie
Osanne naît le 18 décembre 1934 à Joinville-le-Pont du mariage de Marie-Louise Bergasa y Gallardo et du peintre et décorateur de cinéma Raymond Nègre dont le nom demeure attaché à l'histoire des studios Pathé de Joinville-le-Pont où il travailla comme assistant pour Les enfants du paradis et Drôle de drame de Marcel Carné avant d'être le chef-décorateur de nombreux films d'André Berthomieu. Le frère cadet d'Osanne, Alain Nègre (1937-), sera de même décorateur du cinéma, recevant le César du décor 1983 pour le film Le Retour de Martin Guerre de Daniel Vigne.
Osanne est élève de l'École nationale supérieure des arts appliqués et des métiers d'art de Paris de 1947 à 1953 (elle y sera plus tard professeur), puis de l'École nationale supérieure des beaux-arts en 1954 et 1955. De 1956 à 1960 elle pratique la gravure à l'eau-forte et la lithographie auprès de Jacques Hallez à Marseille. Liée au monde du théâtre de 1960 à 1986, elle crée des décors et costumes pour la télévision, le festival d'Avignon, le centre dramatique national d'Aix-en-Provence, le Petit Odéon, le théâtre Hébertot et la Cartoucherie de Vincennes. En 1984, elle rencontre Henri Goetz avec qui elle s'initie à la gravure au carborundum.
Décédée le 14 janvier 2020 au Kremlin-Bicêtre, Osanne repose au cimetière de Joinville-le-Pont[réf. nécessaire].

## Œuvres

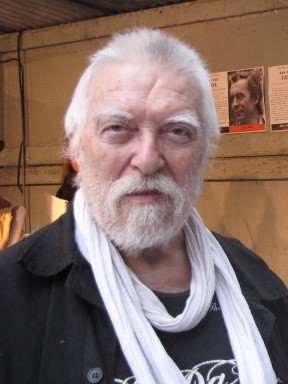
Joseph Guglielmi

### Contributions bibliophiliques
- Joseph Guglielmi, Un jeune enfant vêtu d'une robe éclatante, poésie, gravures originales d'Osanne, Éditions Æncrages & Co, 1988.
- Osanne, Café bleu, poème écrit et ornementé de collages par Osanne, livre d'artiste, 70 exemplaires, Éditions Mains-Soleil, 2011.
- Osanne, Étoile d'ancre, collection « Un poème », 20 exemplaires enrichis d'une gravure originale d'Osanne constituant l'édition de tête, Éditions Mains-Soleil, 2012.

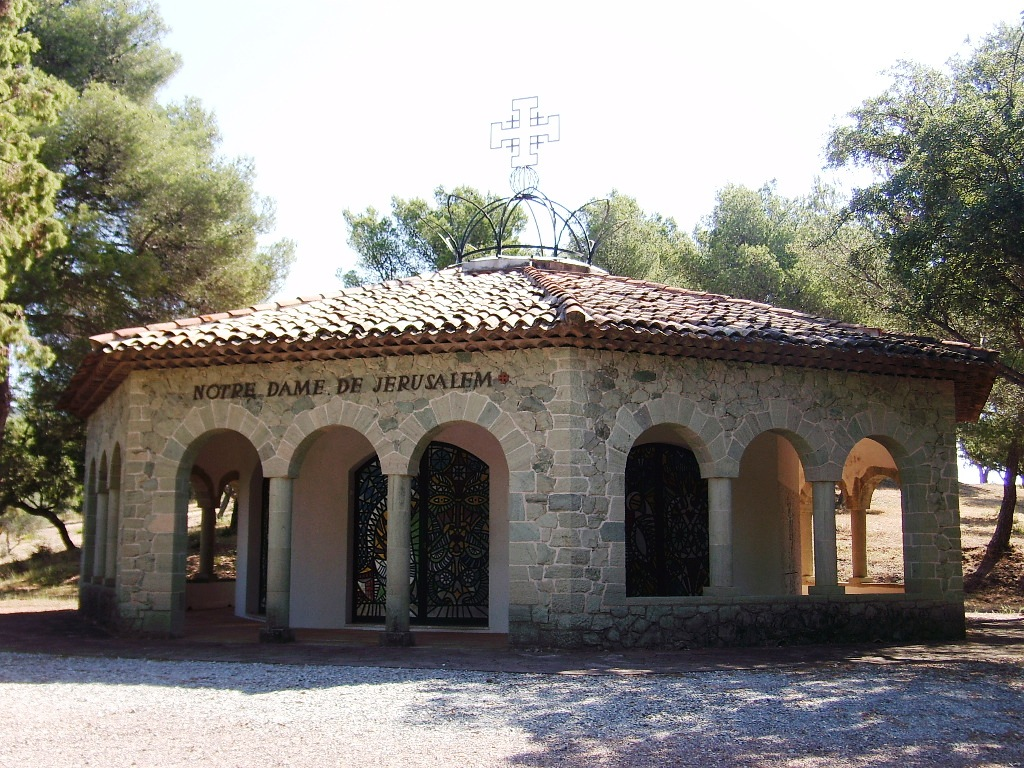
Chapelle Notre-Dame-de-Jérusalem (Fréjus)

### Vitraux
- Fréjus, chapelle Notre-Dame-de-Jérusalem (dite également chapelle Jean-Cocteau)[6],[8],[4].

### Scénographie
- Lucky Luke et Dugudu, pièce de Jean-Pierre Giordanengo d'après les albums de Morris et René Goscinny, mise en scène de Jacques Falguières, avec Alexandre Billous et Catherine Chabaud (Théâtre universitaire de Marseille), décors et costumes d'Osanne, Théâtre quotidien de Marseille, 1965, et Centre dramatique national d'Aix-en-Provence, 1966.
- La Métamorphose, pièce de Maria Ley-Piscator (en) d'après le roman de Franz Kafka, mise en scène de Daniel Emilfork, avec Sonia Reff, Maurice Jacquemont et Daniel Emilfork, décors et costumes d'Osanne, Studio des Champs-Élysées, Paris, 1968.

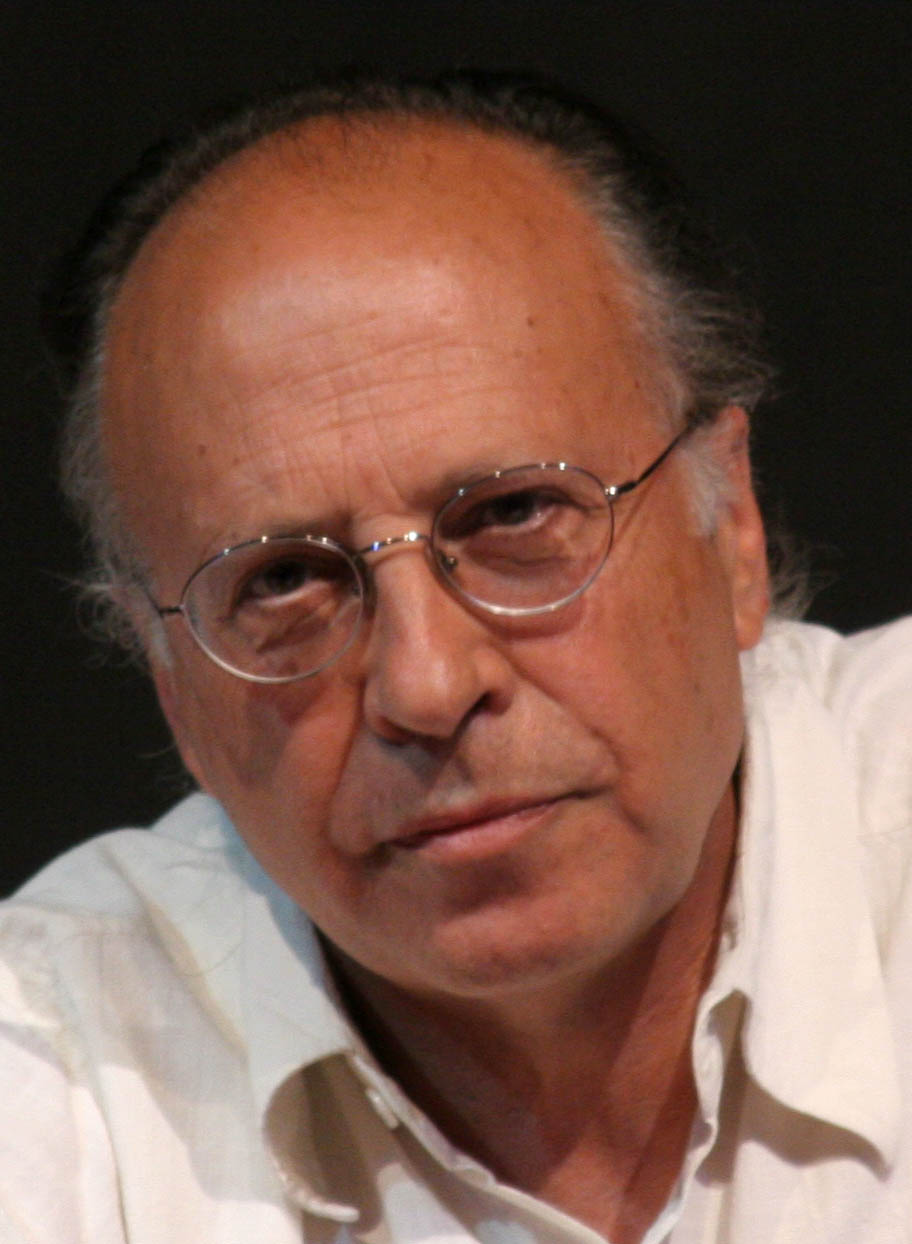
Jean-Claude Fall

- Lulu, pièce de Frank Wedekind, mise en scène de Michel Hermon, avec Claude Aufaure et Laurence Février, décors d'Osanne, costumes d'Hortense Guillemard, Cartoucherie de Vincennes, 1973.
- Sodome et Gomorrhe, pièce de Jean Giraudoux, mise en scène de Roland Monod, avec Françoise Christophe, Judith Magre et Paul Guers, décors et costumes d'Osanne, tournée française Tréteaux de France, mars-mai 1974.
- Grand-peur et misère du IIIe Reich, pièce de Bertolt Brecht, mise en scène de Jean-Claude Fall, avec Florence Brière et Albert Delpy, décors et costumes d'Osanne, Théâtre Mouffetard, Paris, 1976.
- Penthésilée, pièce de Heinrich von Kleist, mise en scène de Michel Hermon et Lucien Melki, avec Richard Foy et Jean-Paul Pertsowsky, décors et costumes d'Osanne, Cartoucherie de Vincennes, 1976.
- Moby Dick, texte d'Herman Melville, mise en scène de Stuart Seide, avec Thierry Fortineau et Laurence Roy, décors et costumes d'Osanne, Théâtre de la Tempête, Cartoucherie de Vincennes, 1977.
- Les Jaloux, pièce d'Anca Visdei, mise en scène de Gérard Caillaud, avec Blanchette Brunoy et André Reybaz, décors de Nils Zachariasen, costumes d'Osanne et Agnès Nègre, Théâtre de Plaisance, Paris, 1982[9].
- Les Baigneuses de Californie, pièce de Jean-Jacques Varoujean, mise en scène de Roland Monod, avec Robert Etcheverry et Sonia Vollereaux, scénographie d'Osanne, Théâtre national de l'Odéon, Paris, 1986.

## Expositions

### Expositions personnelles
- Faculté de lettres d'Aix-en-Provence, 1959[10].
- Galerie Camille Renault, Paris, 1979, octobre-novembre 1983[11].
- Institut culturel de Francfort, 1982.
- Galerie Art Cadre, Paris, novembre 2002[12].
- Centre culturel Jacques-Prévert, Villeparisis, décembre 2012[13].
- Hôtel de ville de Courtry, octobre-novembre 2013[14].
- La 23e Marche, Auvers-sur-Oise, février-avril 2016.
- Osanne - Accords à corps rêvés, Galerie Feuillantine, Paris, octobre-novembre 2016.
- Galerie de l'écusson, Montpellier, octobre-novembre 2017.

D'autres expositions personnelles imprécisément situées sont énoncées à Lille en 1978, à Paris en 1981, 1983 et 1986, au Luxembourg en 1981 et 1984.

### Expositions collectives
- Foire internationale d'art, Bâle, à partir de 1985[8].
- Osanne et Claude Raimbourg, City Art international, Paris, décembre 1991[15].
- Participations non datées : Salon du musée postal, Salon des peintres du spectacle, Salon des femmes peintres, Salon du dessin et de la peinture à l'eau, Salon d'automne[5].

## Réception critique
- « Des paysages de rêve traités dans une palette à la tempera, aux tons vibrants, presque impalpables. » - Gérald Schurr[11]
- « L'œuvre figurative de cette femme peintre et graveur joue sur la délicatesse des formes, la douceur de la couleur. le flou qui harmonise et la fragilité de la vision. L'onirisme est partout présent, mêlé à une inspiration mythologique où les animaux fantastiques ont autant de présence picturale que les humains. Osanne accorde une plus grande importance au pouvoir pictural de la couleur et au rendu d'une matière soyeuse qu'à la ligne cernant les formes. Par son approche tout en finesse et en sensibilité, l'artiste développe une œuvre où la vision d'une réunion idéale entre l'homme et la nature nous fait effleurer cet instant d'éternité qui rappelle ces vers de Paul Verlaine : "On est les lieux, on est la Terre, enfin on cesse / De vivre et de sentir pour s'aimer au-delà… / Et c'est l'éternité que je t'offre ; prends là !" L'impression de sérénité et d'harmonie bienfaisante est telle dans ces tableaux que l'on se dit que l'être qui les conçoit doit être plein de douceur et de sensibilité. » - Dominique Stal[5]
- « Une artiste complète qui nous transporte avec bonheur et volupté dans un monde chaleureux, coloré, où elle transpose ses rêves. » - Michèle Pélabère[14]

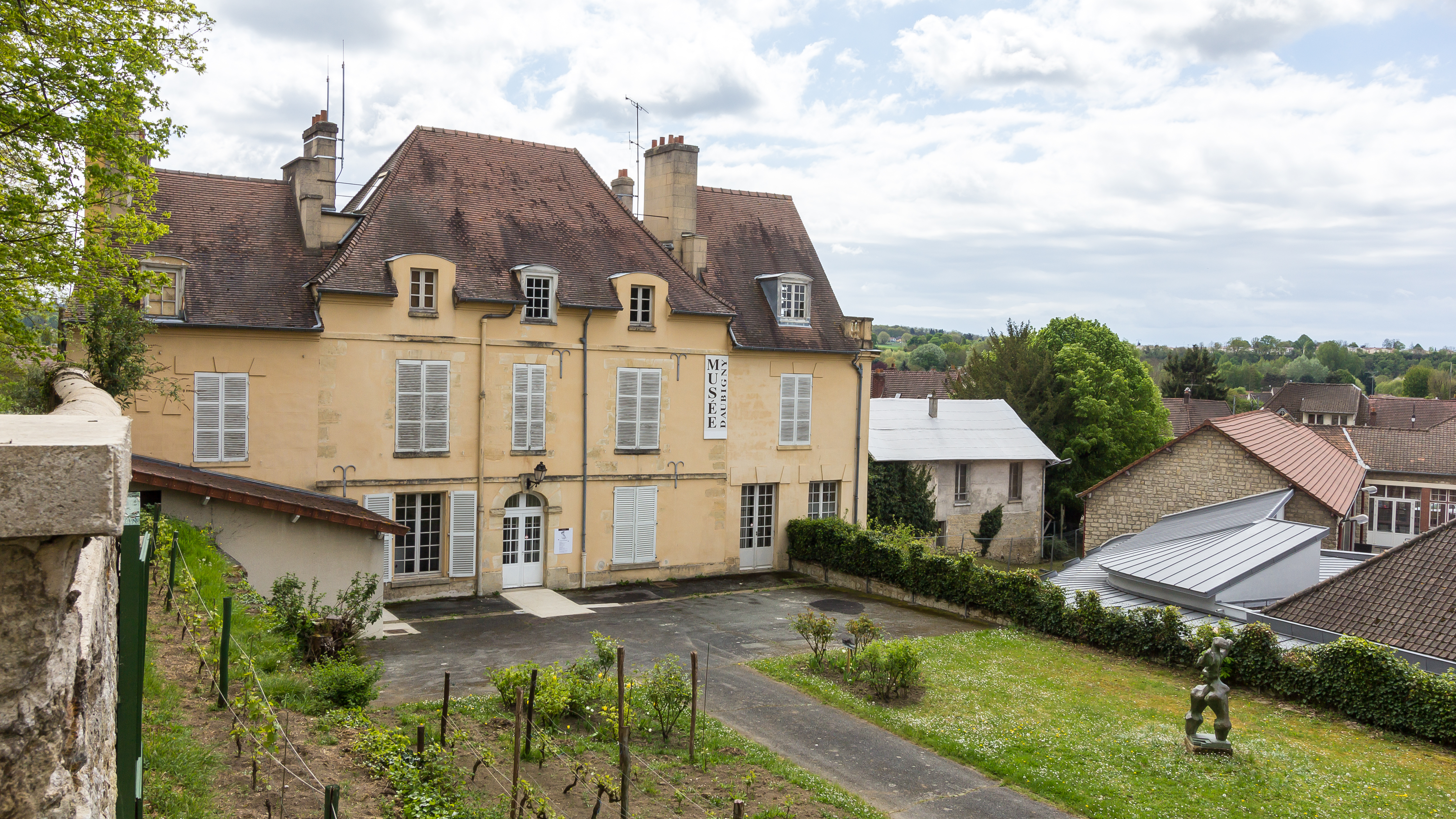
Musée Daubigny, Auvers-sur-Oise

## Collections publiques
- Musée Daubigny, Auvers-sur-Oise[7].
- Institut Curie, Paris[7].
- Fonds national d'art contemporain, deux estampes (eaux-fortes et aquatintes)[16],[17].

## Prix et distinctions
- Prix de gravure du ministère de la Culture, 1980[8].